# Stand Off
Stand Off est une communauté non incorporée du Sud de l'Alberta sur la réserve indienne Blood 148. Elle est située sur l'autoroute 2 à 43 km au sud-ouest de Lethbridge.

## Annexe